# Torre de la Cantera de Valentín
La Torre de la Cantera de Valentín es una torre óptica de época nazarí, situada en una elevación al oeste del núcleo de Huéscar (Granada, España), junto a la carretera a Castril. Su localización cartográfica es M.M.E., E. 1/50.000, hoja 950, cuadrícula 531-532/4183-4184.

## Descripción
Se trata de una atalaya de planta cuadrada, construida en mampostería sobre una plataforma de igual obra, asentada en un espolón rocoso. Su estado es casi ruinoso, permaneciendo en pie prácticamente solo la plataforma-base y un muro, en su fachada norte. De los restos, se deduce que el aparejo no es uniforme, aunque aparecen hiladas de unos 25 centímetros de altura. Actualmente no se percibe como maciza, aunque debió serlo, al menos en su cuerpo inferior.
Aunque aparentemente no forma parte del sistema defensivo fronterizo nazarí, por estar más hacia el interior (suroeste), diversos autores estiman que complementaba aquel, cubriendo el paso entre Castril y Castilléjar, y conectando visualmente con las atalayas de Sierra Encantada, de Campo-Botardo, de Sierra Bermeja y de la Sierra del Muerto, todas ellas hacia el este.